# Prix Emmanuel-André-You
Le prix Emmanuel-André-You est un ancien prix littéraire français annuel de l’Académie des sciences d’outre-mer, décerné de 1953 à 1993.
Emmanuel-André You, né à Luçon (Vendée) le 26 octobre 1864 et mort à Meschers-les-Bains (Charente-Maritime) le 10 novembre 1958, était Directeur honoraire au Ministère des colonies et journaliste, membre de l'Académie des Sciences d'Outre-Mer.

## Liste des lauréats
- 1953 : Razafinantoanina.
- 1957 : E. Hodonou pour son activité sociale.
- 1958 : Lompolo Koné (1921-1974) pour La jeunesse rurale de Banfora[3].
- 1960 : 
  - Raymond Rosier pour Application des lois sociales à Madagascar.
  - François Borella pour L’évolution politique et juridique de l’Union française depuis 1946.
- 1961 : S. Rabamanantsoa.
- 1963 : Jean-Claude Froelich (1914-1972) pour Les musulmans d’Afrique noire.
- 1967 : Bakari Traoré, Mamadou Lô et Jean-Louis Alibert pour Forces politiques en Afrique noire[4].
- 1971 : R.P. Clarisse pour son action à la léproserie de Ouidah.
- 1974 : 
  - Jean-Dominique Carrère pour Missionnaires en burnous bleu : au Service des renseignements durant l’épopée marocaine.
  - C Ribière pour son action en faveur de l’amitié franco-malgache.
- 1977 : Danielle Bazin-Tardieu pour Femmes du Mali : statut, image, réactions au changement.
- 1978 : François Ponchaud pour son action menée en faveur du Cambodge et pour Cambodge, année zéro : document.
- 1979 : Jacqueline Rabain pour L’enfant du lignage : du sevrage à la classe d’âge chez les Wolof du Sénégal.
- 1980 : Guy Belloncle (1938-....) pour Le chemin des villages : formation des hommes et développement rural en Afrique.
- 1981 : Amicale des anciens instituteurs et instructeurs d'Algérie et le Cercle algérianiste pour 1830-1962 : des enseignants d’Algérie se souviennent de ce qu’y fut l’enseignement primaire[5].
- 1982 : Christian Simonnet (1912-2002) pour Les enfants du fleuve rouge.
- 1984 : Gilles Blanchet (1936-....) pour Élites et changements en Afrique et au Sénégal.
- 1985 : Paul-Henri Dupuis pour La bonne nouvelle est annoncée aux pauvres : vie de Mgr Louis Parisot, 1885-1960, premier archevêque de Cotonou, père du Bénin chrétien.
- 1986 : Raymond Deniel (1929-1996) pour Femmes des villes africaines.
- 1987 : Jean Guennou (1915-2002) pour Missions étrangères de Paris.
- 1988 : Luc Gillon (1920-....) pour Servir en actes et en vérité.
- 1990 : François Ponchaud pour La cathédrale de la rizière : 450 ans d’histoire de l’Église au Cambodge.
- 1992 : Raymond Delval (1917-1994) pour Les musulmans en Amérique latine et aux Caraïbes.
- 1993 : Alphonse Quenum (1935-2014) pour Les Églises chrétiennes et la traite atlantique du XVe au XIXe siècle.